# HMS Hostile (H55)
L'HMS Hostile (H55) va ser un destructor de classe H construït per a la Royal Navy a la dècada de 1930. Va ser el primer i fins ara l'únic vaixell de la Royal Navy que portava el nom "Hostile". Durant la Guerra Civil espanyola de 1936-1939, el vaixell va passar un temps considerable a les aigües espanyoles, fent complir el bloqueig d'armes imposat per Gran Bretanya i França a ambdós bàndols del conflicte. Va ser traslladat a Freetown, Sierra Leone, l'octubre de 1939 per caçar els atacs comercials alemanys a l'Atlàntic Sud amb la Força K. 'LHostile va participar en la Primera batalla de Narvik l'abril de 1940 i la batalla de Calàbria el juliol de 1940. El vaixell va ser danyat per una mina davant del cap Bon a l'estret de Sicília mentre navegava de Malta a Gibraltar el 23 d'agost de 1940. Aleshores va ser enfonsat per l'HMS Hero.

## Descripció
L'Hostile va desplaçar 1.350 tones llargues (1.370 t) amb càrrega estàndard i 1.883 tones llargues (1.913 t) amb càrrega profunda. El vaixell tenia una eslora total de 323 peus (98,5 m), una mànega de 33 peus (10,1 m) i un calat de 12 peus i 5 polzades (3,8 m). Va ser accionada per turbines de vapor Parsons, accionant dos eixos, que desenvolupaven un total de 34.000 cavalls de potència (25.000 kW) que li donaven una velocitat màxima de 36 nusos (67 km/h; 41 mph). El vapor per a les turbines era proporcionat per tres calderes de tubs d'aigua de 3 tambors de l'Almirallat. L'Hostile transportava un màxim de 470 tones llargues (480 t) de fueloil que li donaven una autonomia de 5.530 milles nàutiques (10.240 km; 6.360 milles) a 15 nusos (28 km/h; 17 mph). El complement del vaixell era de 137 oficials i mariners en temps de pau. i de 146 homes en temps de guerra.
El vaixell va muntar quatre canons Mark IX de calibre 45 de 4,7 polzades (120 mm) en muntatges individuals. Per a la defensa antiaèria, l'Hostile tenia dues muntures Mark I quàdruples per a metralladores Vickers Mark III de 0,5 polzades. Estava equipada amb dos muntatges de tub de torpedes quàdruples sobre l'aigua per a torpedes de 21 polzades (533 mm). Se li va instal·lar un carril de càrregues de profunditat i dos llançadors; Originalment portava 20 càrregues de profunditat, però això va augmentar a 35 poc després que comencés la guerra.

## Servei
Scotts Shipbuilding & Engineering Company va col·locar la quilla de l'Hostile a Greenock, Escòcia, el 27 de febrer de 1935, avarat el 24 de gener de 1936 i completat el 10 de setembre de 1936. Excloent l'equipament moblat pel govern com el blindatge, el vaixell va costar 253.382 £. Va ser destinat a la 2a Flotilla de Destructors de la Flota del Mediterrani en el moment de la seva posada en marxa. L'Hostile va patrullar les aigües espanyoles el 1937 durant la Guerra Civil espanyola fent complir els edictes del Comitè de No Intervenció. El vaixell va rebre una revisió a Gibraltar entre el 17 de novembre i el 15 de desembre de 1937. Va reprendre el patrullatge de les aigües espanyoles el 1938 i el 1939. Després del final de la Guerra Civil Espanyola, l'Hostile va ser reinstal·lat a Sheerness Dockyard entre el 31 de maig i el 26 de juliol de 1939. Va tornar al Mediterrani i va estar a Malta quan va començar la Segona Guerra Mundial.
A l'octubre, el vaixell va ser traslladat a Freetown per caçar els atacs comercials alemanys a l'Atlàntic Sud amb la Força K. El vaixell i els seus germans Hardy, Hereward i Hasty, es van trobar amb el creuer de batalla Renown, el portaavions Ark Royal i el creuer lleuger Neptune el 17 de desembre. Van repostar a Rio de Janeiro, Brasil, abans de dirigir-se a l'estuari del riu de la Plata per si el cuirassat de butxaca alemany Admiral Graf Spee intentava escapar de Montevideo, Uruguai, on s'havia refugiat després de perdre la batalla del Riu de la Plata. L'Hostile va ser revisat a Chatham Dockyard entre el 26 de gener i el 29 de març de 1940 i després es va incorporar a la 2a Flotilla de Destructors, ara assignada a la Home Fleet. El 7 d'abril, l'Hostile va capturar el vaixell pesquer alemany Nordland davant de les illes Lofoten (69° 05′ N, 14° 30′ E / 69.083°N,14.500°E). Durant la Primera Batalla de Narvik el 10 d'abril, el vaixell es va enfrontar al destructor alemany  Z17 Diether von Roeder i el va fer malbé, colpejant-lo almenys cinc vegades. L'Hostile només va ser colpejat una vegada, però l'obús va fer poc dany. Va escortar el seu vaixell germà, molt danyat, Hotspur, fins a la base de reparació establerta a Flakstadøya a les illes Lofoten. L'Hostile va escortar breument el cuirassat HMS Warspite abans que tornés a Rosyth per a reparacions entre el 27 d'abril i el 4 de maig. El vaixell va tornar breument a les aigües noruegues, on va tornar a escortar el Warspite, abans de ser traslladat a la flota mediterrània a mitjans de maig.
El 9 de juliol, l'Hostile va participar en la batalla de Calàbria com a escorta dels vaixells pesats de la Força C i es va enfrontar sense èxit als destructors italians, sense patir danys. El vaixell, juntament amb el seu germà, Hero, i els destructors Nubian i Mohawk, van rebre l'ordre d'anar a Gibraltar el 22 d' agost on havien d'unir-se temporalment a la Força H. L'Hostile va colpejar una mina italiana en ruta a primera hora del matí del 23 d'agost a Cap Bon que li va trencar la popa. L'explosió va matar cinc homes i va ferir tres més. El Mohawk va treure els supervivents mentre el Hero va disparar dos torpedes per enfonsar-lo.